# Godzilla: Kaijū daikessen
Godzilla: Kaijū daikessen (ゴジラ 怪獣大決戦? lett. "Godzilla: Grande battaglia finale tra kaijū") è un videogioco di combattimenti a incontri in 2D per Super Famicom, pubblicato nel 1994. Il videogioco è stato sviluppato dalla Alfa System e pubblicato dalla Toho. È stato il secondo videogioco ispirato a Godzilla ad essere pubblicato per Super Nintendo, dopo Super Godzilla.
Nel titolo, i giocatori possono selezionare uno fra otto mostri della serie di film Godzilla, e devono affrontare gli avversari in diversi ambienti. Il videogioco non è mai stato pubblicato al di fuori del Giappone. Secondo Nintendo Power, era prevista una pubblicazione nell'America del Nord nell'aprile 1995 con il titolo Godzilla: Destroy All Monsters, ma il progetto non si è mai concretizzato.

## Mostri presenti nel gioco
- Godzilla
- Anguirus
- King Ghidorah
- Mechagodzilla
- Biollante
- Megalon
- Gigan
- Mothra
- Battra
- Gotengo